# وضيح (مأرب)

تعديل مصدري - تعديل

وضيح هي إحدى قرى عزلة ال مشعل بمديرية مأرب التابعة لمحافظة مأرب، بلغ تعداد سكانها 37 نسمة حسب تعداد اليمن لعام 2004.